# Lojo härad
Lojo härad är ett härad i Nyland, tidigare i Nylands respektive Södra Finlands län.
Ytan (landsareal) var 1910 2409,1 km²; häradet hade 31 december 1908 46.347 invånare med en befolkningstäthet av 19,2 inv/km².

## Ingående kommuner
De ingående landskommunerna var 1910 som följer:
- Esbo, finska: Espoo
- Kyrkslätt, finska: Kirkkonummi
- Lojo, finska: Lohja
- Nummis, finska: Nummi
- Pusula
- Pyhäjärvi Nl
- Sjundeå, finska: Siuntio
- Vichtis, finska: Vihti

Grankulla bröts ut ur Esbo som köping 1920. Esbo, Grankulla och Kyrkslätt överfördes till Helsinge härad 1946, samt Sjundeå 1952. Karislojo och Sammatti överfördes från Raseborgs härad samma år. Kyrkslätt och Sjundeå återfördes till Lojo härad 1956.
Som en följd av kommunsammanslagningar och överföringar mellan härader består häradet sedan 2009 av Lojo stad och Karislojo kommun.